# Кастелето Черво
Кастелето Черво (итал. Castelletto Cervo) је насеље у Италији у округу Бијела, региону Пијемонт.
Према процени из 2011. у насељу је живело 216 становника. Насеље се налази на надморској висини од 204 м.

## Становништво
| 1936. | 1951. | 1961. | 1971. | 1981. | 1991. | 2001. | 2011. |
| ----- | ----- | ----- | ----- | ----- | ----- | ----- | ----- |
| 863   | 936   | 944   | 727   | 689   | 755   | 858   | 880   |